# Црни орах
Црни орах припада роду и фамилији ораха (Juglandaceae). Научни назив је скраћеница од лат. Jovis glans = Јупитеров жир, а епитет врсте значи црни због боје дрвета и коре. Назив је први пут публикован у Species Plantarum: 997 (1753)

## Опис врсте
Листопадно једнодомо дрво висине 25–30 m (највише стабло налази се у Sauvie Island, Oregon, високо је 34 m, прсни пречник је 2,62 m, а ширина круне 44 m) и старости преко 100 година. Стабло право, често се грана изнад 2 m. Круна је јајаста док је у склопу, а на отвореном је округласта. Кора 5-7,5 cm дебела, дубоко је браздаста, сивоцрна. Младе гранчице су светлобраон, жлездасто длакаве, на уздужном пресеку лествичасто шупље; пупољци су ситни, купасти, фино маљави, ожиљци листа крупни са три трага спроводних судова.
Листови су непарно перасти, дуги преко 50 cm, са 9-25 лиски које су јајасто ланцеасте, зашиљене, мало заобљене у основи, 7,5–8 cm дуге и 2,5–3 cm широке, по ободу оштро тестерасте; с лица ретко, с наличја густо меко маљави. Вршна лиска је мања од осталих, или изостаје. Листови су ароматични, пре опадања у јесен постају светложути.
Црни орах је самооплодна, једнодома врста са једнополним цветовима и анемофилним опрашивањем. Мушке цвасти су компактне седеће ресе дуге 8–12 cm; чашица са 6 конкавних режњева маљавих са спољне стране; приперци су троугласти рђасто сомотасто длакави; прашника 20-30 са љубичастим конективом, скоро седећи. Женски цветови су по 2-5 на врху овогодишњих избојака, збијени са длакавим цветним омотачем прилеглим уз лоптасти плодник на коме су два ресаста жига. Цвета током априла-маја.
Плодови појединачни или у пару су лоптасте, коштуничаве орашице - псеудокарп 5–8 cm у пречнику, сазревају у септембру-октобру. Меснати део плода (разрасла цветна ложа) зелен или жутозелен се не одваја од орашице. По опадању постаје црн. Орашица је дебелог перикарпа, тамнобраон, дубоко браздаста, неправилно рапава, пречника 3-3,5 cm. При врху двоока, у основи четвороока. Семе без ендосперма са згужваним котиледонима. Клијање хипогеично. Плодоношење почиње у 10. години, изузетно у 8..

## Ареал
Природно распрострањење: Северна Америка (у 32 државе САД, са тежиштем ареала у Алегенским планинама, Северној Каролини и Тенесију, а ван САД јавља се у јужном Онтарију). На природном станишту се јавља на дубоким, влажним и богатим земљиштима речних обала, на северним и источним падинама и плавним подручјима. Расте у мешовитим шумама, појединачно упрскан између других лишћара, али местимично образује и чисте састојине. На истоку САД сади се као украсна врста. У Европу је унета 1760. године, као врста значајна за шумарство и хортикултуру.

## Биоеколошке карактеристике
Најбоље успева на дубоким хранљивим благо алкалним земљиштима, а не сметају јој ни краткотрајна плављења. Подноси краће екстремно високе температуре, а одрасла стабла без оштећења подносе негативне температуре до -28 °C, али је осетљив на ране јесење и касне пролећне мразеве. Сувоћу ваздуха подноси боље од сивог ораха, друге америчке врсте. Захтева више светлости од обичног ораха, односно теже подноси засену. Брзорастућа је врста, тако на чернозему у 7. години достиже 5,6 m, а у 26. години има висину 14,5 m, да би у 50. години достигао 20 m.

## Значај
У хортикултури и пејзажној архитектури као украсна и брзорастућа врста погодан је за дрвореде и у масивима. У исхрани се користи семе - сирово или кувано. Слатког је и богатог карактеристичног укуса па се користи у кондиторској индустрији. Језгро је тешко издвојити, а уље које садржи брзо се ужегне. Незрели плодови се могу киселити као туршија. Користи се као зачин за хлеб, у каши и другој храни [183]. У доба пролећне мезгре бушењем стабла до камбијума добија се слатки сок који се може пити или концентровати у сируп или шећер.
Од плодова, љуске, коре и листова добија се смеђа боја којој није потребно средство за фиксирање. Љуске и листови се могу сушити за каснију употребу. Боја постаје црна ако се припрема у гвозденом лонцу. Од прокуваних зелених љуски добија се жута боја, а љуске дају и висококвалитетни угаљ и који се користи као биолошки филтер (коришћен у гас маскама). Одрвењени перикарп коришћен је за израду накита. Лист и иситњене љуске користе се као репелент за инсекте посебно против мува и у креветима против бува. Лист и иситњене љуске су алтернативни састојак биљног компостног активатора, праха мешавине неколико биљака који се додаје сировини за компост како би се убрзала активност бактерија и тако скратило време потребно за прављење компоста. Поред тога, користи се и као ђубриво и малч јер је динамични акумулатор који сакупља храњиве материје из тла и складишти их у биорасположивом облику.
Дрво црног ораха има велику естетску вредност, тешко је, тврдо, и врло издржљиво. Лако се обрађује, добро се лепи, не савија се, не скупља, не бубри и добро прима лак. Једно од најтраженијег дрвета у Северној Америци, оно се користи у изради ормана, обради ентеријера, намештаја, авиона, градњи бродова, фурнира итд.
Црни орах има слаб инвазивни потенцијал, иако испољава алелопатске активности (корен, љуске плода и листови луче супстанцу југлон у земљиште која је инхибитор дисања за неке биљке; посебно су осетљиве јабуке, врсте фамилије Ericaceae, Potentilla spp и неки борови). Семе је микробиотичко и рекалцитрантно, а због велике масе (100 зрна/kg) не распростире се на веће раздаљине, сем ако га глодари и птице не пренесу у зимска складишта под земљом на која забораве. После сече или пожара брзо се регенерише коренским избојцима, дајући велики број нових индивидуа, али се не шири много ван дотадашње површине.

## Размножавање
Размножава се генеративним и вегетативним путем. Продукција семена је највећа после 30. године (стабла старости 10 година плодоносила су 28 kg/ha, док су на истој плантажи стабла после две године плодоносила 112 kg/ha). Сетва се обавља у јесен ако нема опасности од глодара, или у пролеће уз претходно чување у влажном супстрату на температури од 0 до 5 °C. Клијавост семена је виша од 70%. Дубина сетве је 8–10 cm.
Вегетативно размножавање, коренским избојцима даје најбоље резултате док су биљке још младе. Размножавање ваздушним положницама није дало позитивне резултате. За калемљење ораха примењује се окулирање на прозор или прстен у доба јесење мезгре. Нека искуства са овим методама указују на продуктивност од 400-500 окаца за 8 сати рада. Код увезивања треба прекрити све резове, а пупољак оставити слободан за шта су најпогоднији лепљива трака или PVC фолија; 10 дана од калемљења везиво се уклања вертикалним резом ножа са супротне стране од пупољка. Може се применити и копулирање током зиме, обичним спајањем или енглеском варијантом. Црни орах је добра подлога за калемљење култивара обичног ораха посебно у подручјима где се јавља Armillaria mellea јер је отпорнији.

## Култивари
До 2000. године у Америци било је око 100 синтетисаних клонова црног ораха. Култивари су се разликовали по отпорности на ниске температуре, отпорности на летње припеке, дужини вегетационе периоде, отпорности на болести и штеточине. 'Thomas' је најшире гајен клон на подручју Њујорка; 'Snyder' и 'Cornell' су добри за севернија подручја; 'Wiard', за Мичиген; 'Huber' и 'Cochrane', за Минесоту; 'Sparrow', 'Stambaugh' и 'Elmer Myers' за делове југа; 'Ohio' и 'Myers', за север централних делова САД. Природни хибрид Juglans x  intermedia Carr (J. nigra x J. regia) забележен је у САД и Европи. Међуврсни клон Juglans  'Royal' (J. nigra x J. hindsii) добијен је контролисаним укрштањем у Калифорнији.